# Юнхэ (Линьфэнь)
Юнхэ́ (кит. упр. 永和, пиньинь Yǒnghé) — уезд городского округа Линьфэнь провинции Шаньси (КНР).

## История
При империи Западная Хань здесь был создан уезд Хуцзянь (狐瞷县). При империи Восточная Хань он был расформирован, но в эпоху Троецарствия создан вновь в царстве Вэй. При империи Северная Вэй в 436 году он опять был расформирован, а при династии Северная Чжоу в 579 году в этих местах были созданы уезды Гуйхуа (归化县) и Линьхэ (临河县). При империи Суй уезд Линьхэ был переименован в Юнхэ, а уезд Гуйухуа — в Лоушань (楼山县). В конце империи Суй уезд Лоушань был расформирован, но при империи Тан в 623 году создан вновь. В 627 году уезд Лоушань был присоединён к уезду Юнхэ.
В 1949 году был создан Специальный район Линьфэнь (临汾专区), и уезд вошёл в его состав. В 1954 году Специальный район Линьфэнь был объединён со Специальным районом Юньчэн (运城专区) в Специальный район Цзиньнань (晋南专区). В 1958 году уезд Юнхэ был объединён с тремя другими уездами в уезд Люйлян (吕梁县), но в 1961 году воссоздан. В 1970 году Специальный район Цзиньнань был расформирован, а вместо него образованы Округ Линьфэнь (临汾地区) и Округ Юньчэн (运城地区); уезд вошёл в состав округа Линьфэнь.
В 2000 году постановлением Госсовета КНР округ Линьфэнь был преобразован в городской округ Линьфэнь.

## Административное деление
Уезд делится на 2 посёлка и 5 волостей.

## Экономика
Популярной туристической локацией является пейзажная зона Цянькунь, привлекающая туристов красивыми изгибами река Хуанхэ.